# 普拉頓 (加利福尼亞州)
普拉頓（英語：Pratton）是位於美國加利福尼亞州弗雷斯諾縣的一個非建制地區。該地的面積和人口皆未知。

## 地理
普拉頓的座標為36°44′48″N 119°53′59″W / 36.74667°N 119.89972°W，而該地的平均海拔高度為80米（即262英尺）。